# Thymallus brevirostris
Thymallus brevirostris är en fiskart som beskrevs av Kessler, 1879. Thymallus brevirostris ingår i släktet Thymallus och familjen laxfiskar. Inga underarter finns listade i Catalogue of Life.